# Erica octonaria
Erica octonaria är en ljungväxtart som beskrevs av Harriet Margaret Louisa Bolus. Erica octonaria ingår i släktet klockljungssläktet, och familjen ljungväxter. Inga underarter finns listade i Catalogue of Life.